# Kozmutza Flóra
Illyés Gyuláné Kozmutza Flóra Emília (Budapest, 1905. november 21. – Budapest, 1995. május 14.) gyógypedagógus, pszichológus, francia-német-magyar szakos középiskolai tanár. A magyar gyógypedagógiai pszichológia művelője, megújítója, működési körének kiszélesítője, rendszerbe foglalója, az író Illyés Gyula felesége.

## Életútja
Dr. csernefalvi Kozmutza Hermil ítélőtáblai tanácsjegyző albíró és Nieszner Flóra gyermekeként született, vallása görögkatolikus. Orvos szeretett volna lenni, de szülei valamilyen kényelmesebb foglalkozást szerettek volna neki. Tanulmányait a Pázmány Péter Tudományegyetemen végezte (1931) és közben két évig Párizsban a Sorbonne-on tanult (1927-1928). 1928-ban Párizsban írta meg bölcsészdoktori értekezését J. M. Guyau francia filozófus költőről, melyet 1931-ben védett meg Budapesten. 1932-1935 között recenziói jelentek meg az Athenaeum című lapban. Már több szemesztert is elvégzett a bölcsészkaron, amikor egy lapban egy cikket olvasott a gyógypedagógiáról. Ekkor befejezte az egyetemet, sajnálta volna az éveket.
1931-ben filozófiából doktorált, és jelentkezett a Gyógypedagógiai Tanárképző Főiskolára. Tanárai – Szondi Lipót, Tóth Zoltán, Bárczi Gusztáv – nagy hatással voltak rá. 1934-ben szerzett itt oklevelet.
1939-ben kötött házasságot Illyés Gyulával.
Pályakezdőként a főiskolán maradt gyakornokként, de időnként tanított különféle osztályokban is: a siketeknél, az ún. nehezen nevelhetőknél és az értelmileg legsúlyosabban károsodottak osztályaiban is. Kezdetben Tóth Zoltán igazgató asszisztense volt, majd 1936 és 1940 között a Szondi Lipót, azután 1940 és 1944 között a Bárczi Gusztáv által vezetett Gyógypedagógiai Kórtani és Gyógytani Laboratórium munkatársa volt. Többek között a Lipótmezei Elmegyógyintézetben végzett lélektani vizsgálatokat.
1946-ban Bárczival egyetértésben kidolgozta a főiskola szervezeti szabályzatát és képzési programját. Szerinte az az előnye a magyar gyógypedagógiai képzési formának, hogy teljesen a gyógypedagógiai hivatástudat kifejlesztésére koncentrál. Ennek szolgálatában áll minden elméleti tantárgy, minden gyakorlat, az egész tudományos munka.
1946-tól a főiskola Lélektani Laboratóriumát (ma már Gyógypedagógiai pszichológiai tanszék) vezette. Nyolc évig (1972-1980) volt a főiskola főigazgatója. Főigazgatóként sokat tett a gyógypedagógiai hivatás társadalmi rangjának elismertetéséért. A főiskolát modern épülettel (benne a gyakorló iskolákkal, hallgatói kollégiummal és Gyógypedagógiai Vizsgáló és Tanácsadó Intézettel) gazdagította. 
Egyidejűleg a Magyar Pszichológiai Tudományos Társaság Pszichológiai Szekciójának vezetője is volt.
Pályafutása alatt több új típusú gyógypedagógiai intézmény létesítését kezdeményezte: óvodákét, foglalkoztatókét stb. 
1980-ig, nyugalomba vonulásáig a főiskola munkatársa volt.
1983-tól férje, Illyés Gyula halála után, a hagyatékának a rendezésével és közlésével foglalkozott. Megjelentette Illyés Gyula posztumusz verseskötetét (A Semmi közelít), az Illyés Gyula Emlékkönyvet és Illyés Gyula Naplójegyzeteinek 8 kötetét. 
Illyés Gyuláné Kozmutza Flóra 1995. május 14-én halt meg.

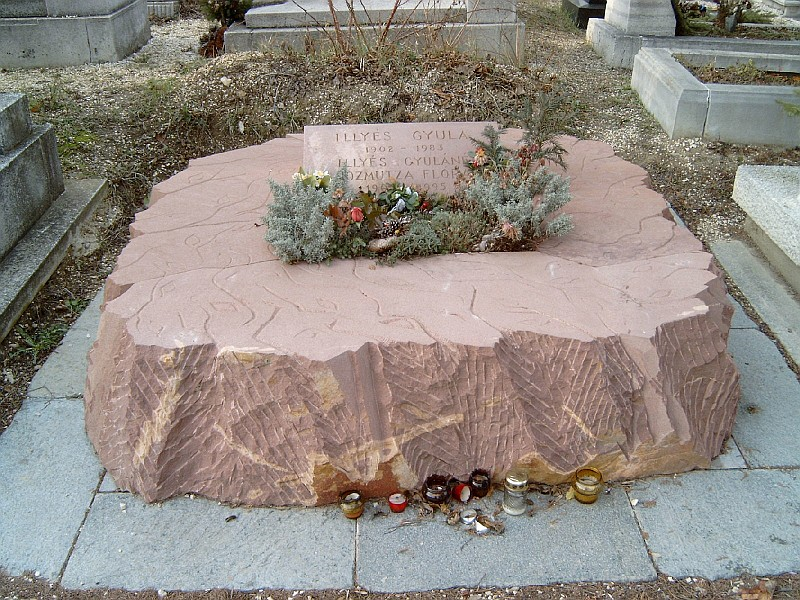
Kozmutza Flóra és férje, Illyés Gyula sírja a budapesti Farkasréti temetőben. (46/7-1-53/54.) Farkas Ádám alkotása.

## Tudományos tevékenysége
1938-tól végzett öt éven át Doboz községben, nyári szabadsága idején, falusi nincstelenek gyermekein összehasonlító pszichológiai vizsgálatokat abból a szempontból, hogy a nyomor hogyan befolyásolja a szellemi fejlődést. Ennek egy része megjelent Illyés Gyula: Lélek és kenyér című munkájában.
A Gyógypedagógiai Pszichológiai Intézet Vizsgáló és Tanácsadó részlegben ambuláns módon szolgáltatásokat adott munkatársaival a sérült gyermekeknek és családjuknak.
A Szondi-laboratóriumban iker- és családfavizsgálatokat, a Békés megyei Doboz községben értelmességi és ösztönvizsgálatokat, a budapesti lipótmezei elmegyógyintézetben olyan pszichológiai vizsgálatokat végzett, amelyekkel hozzájárult a később világhírű Szondi-teszt kidolgozásához.
Szerinte a gyógypedagógiai munka művészi munka, embernevelés, mint minden jó pedagógusnak a munkája.

## Munkáiról

### József Attilautolsó hónapjairól
József Attilával való kapcsolatát (összesen 9 hónap), megismerkedésük történetét írja le, részben azért, hogy tisztázza az őket ért vádakat, rágalmakat. Célja az események, tények objektív ismertetése, melyeket naplója, illetve József Attilával való levelezése alapján tár az olvasó elé. A mű érdekessége, hogy valójában a költő életének utolsó 9 hónapját örökíti meg, továbbá, hogy nagyon személyes, bensőséges hangvételű, így nem csupán József Attiláról, de a könyv szerzőjéről, Illyés Gyuláné személyéről is árnyaltabb képet kapunk.

### Gyógypedagógiaipszichológia[3]
- Szerzőtársak: Illyés Sándor, Jankovich Lajosné, Lányi Miklósné

A könyv célja, hogy összefoglalást adjon a gyógypedagógiai pszichológia területéről. Ajánlott gyógypedagógusok, pszichológusok, pedagógusok, gyermekorvosok számára. Szerkezeti felépítését tekintve 4 részre oszlik, első részében a gyógypedagógiai pszichológia általános kérdéseit tárgyalja, így a gyógypedagógiai pszichológia fogalma, tárgya, helye a tudományok rendszerében, ágai, módszerei stb. Második részében a fogyatékosok pszichológiájával foglalkozik, először általános ismereteket közöl (személyiséglélektan, intelligencia) majd részletesen tárgyalja a különböző típusú fogyatékosságokat (látási, hallási, mozgásszervi, beszédhibás, értelmi). Mindezekről rendkívül átfogó képet ad. A harmadik rész a Gyógypedagógiai lélektani megismerés és tanácsadás címet viseli, ez különösen a diagnózis felállításához, különböző fogyatékosságok megfigyeléséhez ad gyakorlati segítséget. Az utolsó rész egy rövidebb tájékoztatást kíván nyújtani a fogyatékosok pályaválasztásáról, munkaalkalmasságáról. 
Érdekessége a műnek, hogy az adatok bizonyítására elsősorban hazai kutatásokat ismertet, de ezek eredményeit összehasonlítja a külföldi vizsgálatokkal is. Probléma azonban, hogy első kiadása 1968-ban jelent meg, így a mai kutatási eredményeket nem tartalmazza.

### Vezérfonal a gyógypedagógiai pszichológiához I–II.
A mű célja, hogy gyakorlati segítséget adjon a gyógypedagógiai diagnosztikához, azaz, hogy hogyan kell megismernünk, megfigyelnünk illetve megvizsgálnunk az adott vizsgálati személyt. Különböző módszereket, általános tudnivalókat ismertet e témával kapcsolatban (pl. érzelemvizsgálat, rajzvizsgálat, mozgás-megfigyelés stb.). A  könyv második része kizárólag differenciál-diagnosztikai jegyekkel foglalkozik, azaz, egyrészt abban kíván segítséget nyújtani, hogy pontosan milyen jegyek, jellemzők alapján különíthető el a fogyatékos gyermek a különböző „határesetekhez tartozó gyermekektől”(pl. nehezen nevelhető, neurotikus stb.), másrészt a különböző fogyatékosságok súlyosság szerinti megkülönböztetésekor milyen jegyeket kell figyelembe vennünk. A könyv érdekessége, hogy rengeteg esetleírást tesz közzé, mely így nagyban segíti a fogalmak, vizsgálati módszerek feldolgozását.

### Munkaalkalmassági vizsgálatok fogyatékosokon
Az 1965-ben megjelent tanulmány a fogyatékossággal élők pályaválasztására vonatkozó kutatások során alkalmazott vizsgálati módszereket, valamint a különféle fogyatékosok vizsgálati eredményeit taglalja. 
A kutatás abból a tézisből indul ki, hogy a fogyatékosok pályairányítása még fontosabb, mint az épeké, hiszen sokkal inkább rászorulnak az egyéni pályairányításra. 
A kutatás céljai közé tartozik, hogy elvégezze a fogyatékos tanulókon ugyanazokat az alkalmassági vizsgálatokat, amelyek az épek számára már standardizáltak, és amennyiben nem alkalmazhatók, a próbákat átdolgozza és a pályaelemzések alapján összeállítsa a különféle fogyatékossággal élők vizsgálatára egy-egy sorozat munkaképességüknek és lehetőségeiknek megfelelő speciális vizsgáló-eljárást. További célja a kutatásnak, hogy ezeket beépítse a gyógypedagógiai lélektan elméletébe és gyakorlatába, hogy a jövő gyógypedagógusai tudatosabban és adekvátabban legyenek képesek a fogyatékossággal élőket megfelelő pályára állítani.

### Kisegítő iskolából kikerült fiatalok társadalmi beilleszkedésének vizsgálata hazánkban
- Szerzőtársak: Oriskó István

A szerzőpáros azon szakdolgozatok összesített anyagának rövid, előzetes ismertetésére tesz kísérletet, melyek témája a gyógypedagógiai intézményekből kikerült fiatalok további sorsának nyomonkövetése. E témát a Gyógypedagógiai Tanárképző Főiskola tanszékeinek munkatársai a nyomonkövetési eljárások két változatának (1. az intézmény vezetőinek és nevelőinek érdeklődése a kikerült fiatalok iránt, és a velük továbbra is fenntartott személyes kapcsolat. 2. tudományos eljárás, mely mintát vesz a megismerni kívánt, összegyűjtött adatokból) egységesítése céljából adták a hallgatóknak dolgozati témául. 
Az 1945 és 1970 közötti vizsgálatokat felölelő szakdolgozatok legfontosabb konklúziója az, hogy a társadalmi beilleszkedés eredményességét nem mindig elsősorban a jobb vagy gyengébb értelmi képesség, hanem számos más tényező határozza meg: külső megjelenés, személyiségjegyek, a fogyatékosság milyensége, családi környezet, munkatársak viselkedése, a végzett munkához való kapcsolat.

### A gyógypedagógiai pszichológia szemléletének 75 éves fejlődése hazánkban
- Szerzőtársak: Lányi Miklósné, Pálhegyi Ferenc

A mű első lépésként kijelöli a gyógypedagógiai pszichológia szemléletének alapjait, melyet részben Ranschburg Pál és munkatársai, valamit tanítványai orvosi-pszichológiai-gyógypedagógiai kutatásai és kísérletei, részben a gyógypedagógiai tanárok gyakorlati és szakirodalmi munkássága teremt meg. Mindezekről a kutatásokról és tapasztalatokról való beszámolás után áttekintést olvashatunk arról, hogy a Főiskola 1902-től, első megszervezésétől, szabályozásától kezdve 1974-ig a hallgatók képzésében milyen mértékben szerepel a gyógypedagógiai pszichológia, vagyis a gyógypedagógiai pszichológia tanításának alakulásáról kapunk árnyalt képet. Ezt követően a szemléletét meghatározó körülményeket, majd fejlődésének tempóját lassító  tényezőket listázzák a szerzők. Végezetül az 1975-ben megjelent tanulmány kitekintésként a jövőbeli kutatások területeit határozza meg.

## Művei
- Kozmutza Flóra: Jean-Marie Guyau mint esztétikus. Budapest. 1931.
- Kozmutza Flóra: Értelmességi és ösztönvizsgálatok falusi gyermekeken. In: Illyés Gyula: Lélek és kenyér. Budapest. 1940. 195-262.
- Kozmutza Flóra: A Gyógypedagógiai Állami Kórtani Laboratórium családkutatásaiból. In: Bárczi Gusztáv: Budapesti Állami Gyógypedagógiai Nevelőintézet évkönyve az 1941-1942 iskolai évről: Az intézet fennállásának 44. évében. Állami Gyógypedagógiai Nevelőintézet. Budapest. 1942. 16.
- Kozmutza Flóra: Fogyatékosok családfái. In: Állami Gyógypedagógiai Nevelőintézet Évkönyve. Budapest. 1942. 19-30.
- Illyés Gyuláné: Vezérfonal a gyermekmegfigyeléshez. Budapest. 1950/51.
- Illyés Gyuláné: A fogyatékosok munkalehetőségének kiszélesítése. In: A magyar gyógypedagógiai pszichológia a nervizmus szemléletében. Budapest. 1953. 70-79.
- Illyés Gyuláné: Vezérfonal a gyógypedagógiai pszichológiához. Gyógypedagógiai Tanárképző Főiskola. 1959.
- Illyés Gyuláné: Vezérfonal a gyógypedagógiai pszichológiához : Jegyzet a levelező hallgatók számára. Gyógypedagógiai Tanárképző Főiskola. 1960.
- Illyés Gyuláné: A szelekció általános kérdéseihez. In: Méhes József szerk.: Tájékoztató a II. Országos Gyógypedagógiai Tudományos Konferenciáról. Budapest. 1963. 50-51.
- Illyés Gyuláné: Munkaalkalmassági vizsgálatok fogyatékosokon. In: A Gyógypedagógiai Tanárképző Főiskola Tudományos Tanácsa szerk.: A Gyógypedagógiai Tanárképző Főiskola évkönyve: 1. Gyógypedagógiai Tanárképző Főiskola. 1965. 103-134.
- Illyés Gyuláné: Gyógypedagógiai – lélektan. Gyógypedagógiai Tanárképző Főiskola. Budapest. 1965.
- Illyés Gyuláné – Illyés Sándor – Jankovich Lajosné – Lányi Miklósné: Gyógypedagógiai pszichológia. Budapest. Akadémiai Kiadó. 1968.
- Illyés Gyuláné – Oriskó István: Kisegítő iskolából kikerült fiatalok társadalmi beilleszkedésének vizsgálata hazánkban. In: Göllesz Viktor szerk.: A Gyógypedagógiai Tanárképző Főiskola évkönyve: 6. Gyógypedagógiai Tanárképző Főiskola. Budapest. 1973. 107-110.
- Illyés Gyuláné – Lányi Miklósné – Pálhegyi Ferenc: A gyógypedagógiai pszichológia szemléletének 75 éves fejlődése hazánkban. In: Göllesz Viktor szerk.: A Bárczi Gusztáv Gyógypedagógiai Tanárképző Főiskola évkönyve : 8. BGGYTF. 1975. 85-98.
- Illyés Gyuláné: Bevezetés a gyógypedagógiai lélektanba. Tankönyvkiadó Vállalat. Budapest. 1981.
- Illyés Gyuláné: Illyés Gyula élete képekben. Gondolat Könyvkiadó. Budapest. 1982.
- Illyés Gyuláné: Illyés Gyula emlékkönyv. Budapest. Szépirodalmi Könyvkiadó. 1984.
- Illyés Gyuláné – Illyés Sándor – Lányi Miklósné: Gyógypedagógiai lélektan I-III. BGGYTF. Budapest. Tankönyvkiadó. 1984-1996.
- Illyés Gyuláné szerk.: Illyés Gyula: Naplójegyzetek. Szépirodalmi Könyvkiadó. Budapest. 1986.
- Illyés Gyuláné: József Attila utolsó hónapjairól. Budapest. Szépirodalmi Könyvkiadó. 1987.
- Illyés Gyuláné: Gyermekvédelmi munka egy kisegítő iskola- és nevelőotthonban. Csongrád Megyei Tanács Pedagógiai Intézete. Szeged. 1987.
- Illyés Gyuláné – Lányiné Engelmayer Ágnes: Gyógypedagógiai pszichológia. In: Pálhegyi Ferenc szerk.: A gyógypedagógiai pszichológia elméleti problémái. Budapest. Tankönyvkiadó Vállalat. 1990. 12-33.

## Róla írták
- Elhunyt Illyés Gyuláné Dr. Kozmutza Flóra 1905-1995. In: Megyei pedagógiai körkép. 1995. 25. évf. 5-6. sz. 43.
- Lányi Miklósné: Búcsúzunk Illyés Gyuláné dr. Kozmutza Flórától. In: Élet és Irodalom. 1995. május 26. 10.
- Bánfalvy Csaba – Szauder Erik – Zászkaliczky Péter: Gyógypedagógus-történetek. Beszélgetés a magyar gyógypedagógia félmúltjáról. Elte Eötvös Kiadó. 2006. 67-73. 316.
- Gordosné Szabó Anna: Illyés Gyuláné Dr. Kozmutza Flóra, az alapító. In: Gyógypedagógiai szemle. 2007. 2. sz. 132-136.
- Valachi Anna: Múzsaszerepben : Kozmutza Flóra hatása József Attila költészetére. In: Holmi. 19. évf. (2007. nov.) 11. sz. 1436-1448.; Új Dunatáj. 12. évf. (2007. dec.) 2-4. sz. 46-61.
- Márfai Molnár László: Az elbeszélt József Attila. In: Márfai Molnár László szerk.: Ahol a szerző megtörténik: tanulmányok a 20. századi magyar irodalomtörténet köréből. Argumentum. Budapest. 2007. 119-133.
- Menyhért Anna: Memoár mint anyai szó : Vágó Márta, Szántó Judit és Kozmutza Flóra visszaemlékezéseiről. In: Menyhért Anna: Elmondani az elmondhatatlant : trauma és irodalom. Budapest. Anonymus Kiadó. 2008. 139-170.

## Róla elnevezett iskolák
- Kozmutza Flóra Egységes Gyógypedagógiai Módszertani Intézmény, Általános Iskola és Speciális Szakiskola, Sopron
- Kozmutza Flóra Általános Iskola, Készségfejlesztő Speciális Szakiskola és Kollégium, Veszprém
- Illyés Gyuláné Óvoda, Általános Iskola, Speciális Szakiskola és Egységes Pedagógiai Szakszolgálat, Salgótarján
- Kozmutza Flóra Óvoda, Általános Iskola, Szakiskola, Kollégium, Gyermekotthon és Egységes Gyógypedagógiai Módszertani Intézmény Hódmezővásárhely
- Kozmutza Flóra Általános Iskola Gyógypedagógiai Módszertani Intézmény, Általános Iskola és Speciális Szakiskola Budapest 22. kerület
- Kozmutza Flóra Hallássérültek Speciális Iskolája, Kolozsvár